# お嬢吉三
「お嬢吉三」（おじょうきちさ）は、1963年10月20日に発売された橋幸夫の42枚目のシングルである（VS-1145）。

## 概要
- 股旅物でない橋の時代歌謡で、作詞は佐伯孝夫、作曲は吉田正による楽曲である。
- ジャーナリスト出身の佐伯は古文・古典についても素養が深く、時代劇や時代物の作詞も得意とし[1]、以前に吉田正の作曲で、三浦洸一「弁天小僧」（1955年）でヒットさせた実績があったが、これは歌舞伎の「青砥稿花紅彩画（あおとぞうしはなのにしきえ）」通称「白浪五人男」）を素材としていた。
- 「お嬢吉三」も歌舞伎の「三人吉三廓初買（さんにんきちさくるわのはつがい）」からとられており、「お嬢吉三」は女装の盗賊、「お坊吉三」は武家上がり、「和尚吉三」は坊主上がりの盗賊である。
- 百両を奪って娘を川へ蹴り込む悪事を、佐伯、吉田は「大時代的な感じを取り去って、さらりと、現代風に、ややコミックな感じに作りあげ」[2]、軽快なメロディーに乗って橋の歌唱もテンポ良くさわやかで、大ヒットした。
- この年、橋はシングルを15枚リリースした[3]が、第14回NHK紅白歌合戦の橋の歌唱曲はこの「お嬢吉三」となった。
- このヒットで、歌舞伎から題材をとった続編として「白井権八」（1964年、SV-1162）が制作されている。
- c/wの「関の弥太っぺ」も佐伯、吉田の作品で、長谷川伸の同名戯曲からとられている。

## 収録曲
1. お嬢吉三
作詞：佐伯孝夫、作・編曲：吉田正
2. 関の弥太っぺ
作詞：佐伯孝夫、作・編曲：吉田正

## 収録アルバム
- 初期のLP盤のアルバムに収録されている他
  - 『＜TWIN BEST＞』（1998年11月6日）に収録
- CD-BOXでの収録は以下のとおり。
  - 『橋幸夫大全集』1993/9　Disc3
  - 『橋幸夫のすべて』2011/2　Disc3
  - 『橋幸夫ベスト100+カラオケ15』2015/10　Disc4
  - このほか『吉田正大全集』 1997/9　Disc6にも収録